# Hypsugo macrotis
Hypsugo macrotis — вид рукокрилих ссавців із родини лиликових.

## Середовище проживання
Країни проживання: Індонезія, Малайзія. Цей вид був спійманий, коли полював на відкритому просторі в прибережних районах півострова Малайзія.

## Загрози та охорона
Вирубка лісів у зв'язку з сільським господарством, насадженням плантацій, лісозаготівлею і лісовими пожежами відбуваються в межах діапазону видів, але невідомо, чи цей вид залежить від лісу. Поки не відомо, чи вид присутній в будь-якій з охоронних територій.